# Китайская медака
Китайская медака (лат. Oryzias sinensis) — вид пресноводных лучепёрых рыб семейства адрианихтиевые (Adrianichthyidae).

## Описание
Длина тела до 5 см. Продолжительность жизни до 5, преимущественно до 3 лет. Тело удлиненное, сжатое с боков, довольно высокое, покрыто крупной, легко отделяющейся при прикосновении чешуей. Голова заметно уплощена сверху. Боковая линия отсутствует. В боковом ряду 31 чешуйка. Анальный плавник длинный, у самцов не видоизмененный, как у гамбузии, на гоноподий. Рот маленький, верхний, щелевидный, челюсти вооружены мелкими простыми заостренными зубами. Глаза большие. Брюшина черная. Окраска изменчива, спина и бока от серебристо-желтого до светло-коричневатого цвета, брюхо серое. На спине, от затылка до начала спинного плавника, темная полоска, на боках вдоль середины тела невнятная темная полоса. Брюшные и анальный плавники с черными крапинками.
По другим данным максимальная длина тела 3,1 см, а продолжительность жизни — 1 год.
Характерен половой диморфизм. Самец имеет более интенсивную окраску, чуть более пигментирован; у него лучи спинного и анального плавников заметно длиннее, чем у самки.

## Ареал

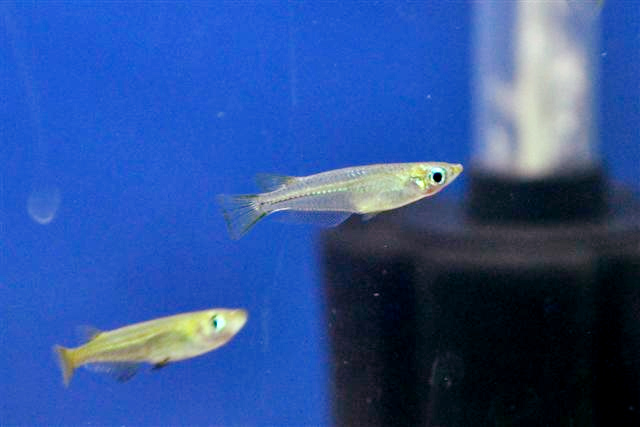

Природный ареал вида включает водоёмы полуострова Корея и Китая, возможно и Японии (ареал требует уточнения) — от Меконга до Красной и рек южной части Китая. Этот вид встречается в большей части Корейского полуострова. Следует отметить, что в реках побережья Южной Кореи распространен японский вид Oryzias latipes.
Из Китая была завезена при интродукции амурских рыб в Казахстан, где в 1971 году впервые отмечен в бассейне реки Или, где сейчас стала массовым видом.
Была завезена в 1974 году в Краснодарский край из Казахстана. Была выпущена в 6 водоемов, 5 из которых располагались в пределах города Краснодара и 1 — в окрестностях Анапы. Успешно размножалась в двух водоёмах Краснодара, отмечена в реке Анапка, в 1989 году обнаружена в рисовых чеках Марьяно-Чербугольской оросительной системы. В июле 2001 года обнаружена в водоёмах системы реки Кубань у станиц Курганская и Протичка.
На Украине впервые отмечен 15 июня 2003 года в реке Обиточная (Запорожская область, в черте города Приморск, 2 особи).
Вид также был интродуцирован в США — во Флориде.
Помимо использования для борьбы с малярийным комаром факторами распространения вида за пределами естественного ареала могут быть и другие причины, среди которых наиболее вероятен непреднамеренный завоз с рыбопосадочным материалом в рыбоводные хозяйства, а также использование как объекта аквариумистики со случайным попаданием в естественные водоемы.

## Биология
Пресноводная стайная рыба мелководных участков рек, их поймы и других водоемов. Держится стайками на мелководьях и почти всегда придерживается одного места. Половой зрелости достигает на первом году жизни, в частности уже в июне-августе, при длине тела более 1,2 см. Размножается (водоемы Казахстана) в апреле-сентябре. За сезон самка может отложить до 2000 икринок. Нерест порционный, обычно происходит среди растительности в темное время суток. При температуре воды 26 °С и выше самка откладывает икру каждый день, до 50 икринок за один раз. Интересен сам процесс нереста: сначала самка выпускает икру, которая зависает как гроздь винограда под анальным отверстием, где и оплодотворяется спермой самцов, и только через некоторое время спустя рассеивает ее на подводную растительность. При температуре воды 24-28 °С личинки выклевываются из икры через 10-15 суток после ее оплодотворения. Питается планктоном, мелкими ракообразными, червями и т. д. водорослями разных систематических групп, но в пище взрослых особей преобладают личинки насекомых, в том числе и комаров.